# 2507 Бобоне
2507 Бобо́не (2507 Bobone) — астероїд головного поясу, відкритий 18 листопада 1976 року.
Тіссеранів параметр щодо Юпітера — 3,305.